# Hervé Revelli
Hervé Revelli (Verdun, 5 maggio 1946) è un ex calciatore e allenatore di calcio francese, di ruolo attaccante.

## Carriera
Giocò per la maggior parte della carriera nel Saint-Etienne, con cui vinse per sette volte il campionato francese (1967, 1968, 1969, 1970, 1974, 1975, 1976, record francese a pari merito con altri quattro giocatori) e quattro volte la Coppa di Francia (1968, 1970, 1975, 1977). Raggiunse inoltre la finale di Coppa dei Campioni nel 1976. A livello individuale si guadagnò per due volte il titolo di capocannoniere della Division 1 (1967, 1970) e per una volta quello di giocatore francese dell'anno (1969).Si trova al terzo posto nella classifica dei migliori marcatori del campionato francese con 216 reti.Dopo il ritiro intraprese la carriera di allenatore, svolta soprattutto in Africa lontano dai grandi palcoscenici.

## Palmarès

### Giocatore

#### Club
- Campionato francese: 7

Saint-Étienne: 1966-1967, 1967-1968, 1968-1969,  1969-1970, 1973-1974, 1974-1975, 1975-1976
- Coppa di Francia: 4

Saint-Étienne: 1967-1968, 1969-1970, 1974-1975, 1976-1977
- Supercoppa francese: 3

Saint-Étienne: 1967, 1968, 1969

#### Individuale
- Calciatore francese dell'anno: 1

1969
- Capocannoniere del campionato francese: 2

1966-1967 (31 gol), 1969-1970 (28 gol)